# طارق اليونسي
طارق اليونسي (مواليد 23 فبراير 1988) هو لاعب كرة قدم نرويجي من أصل ريفي مغربي يلعب لنادي أولمبياكوس في الدوري اليوناني الممتاز. يجيد اللعب كجناح أو مهاجم.
ولد اليونسي في الحسيمة، المغرب وانتقل إلى إلنرويج مع عائلته عندما كان عمره 12 سنة.

## وصلات خارجية
- طارق اليونسي على موقع IMDb (الإنجليزية)

- طارق اليونسي على موقع الاتحاد الأوربي (الإنجليزية)
- طارق اليونسي على موقع اتحاد النرويج (النرويجية)
- طارق اليونسي على موقع رابطة كرة القدم اليابانية للمحترفين (اليابانية)
- طارق اليونسي على موقع قاعدة بيانات كرة القدم.إي يو (الإنجليزية)
- طارق اليونسي على موقع ليكيب (الفرنسية)
- طارق اليونسي على موقع ناشيونال فوتبول تيمز (الإنجليزية)
- طارق اليونسي على موقع Soccerway.com (الإنجليزية)
- طارق اليونسي على موقع عالم كرة القدم.نت (الإنجليزية)
- طارق اليونسي على موقع AS.com (الإسبانية)